# Franz Schafheitlin
Franz Erwin Paul Schafheitlin (* 9. August 1895 in Charlottenburg bei Berlin; † 6. Februar 1980 in Pullach bei München) war ein deutscher Schauspieler.

## Biografie
Schafheitlin war der Sohn des Mathematiklehrers und Privatdozenten Paul Schafheitlin. Er debütierte 1920 in Osnabrück und spielte danach Theater in Halberstadt, Stuttgart, Zürich und ab Ende 1926 in Berlin. Er begann seine Leinwandkarriere 1927 mit dem Film Die Frauengasse von Algier und wurde ein vielbeschäftigter Nebendarsteller in Kinofilmen. Von 1930 bis 1936 wirkte Schafheitlin am Wiener Volkstheater, dann kehrte er wieder nach Berlin zurück.
Während der Kriegszeit wurde er auch in Propagandafilmen eingesetzt. Schafheitlin mimte darin negativ gezeichnete Gestalten wie Lord Kitchener in Ohm Krüger, Metternich in Bismarck oder Botschafter Schuwalow in Die Entlassung. Er stand 1944 in der Gottbegnadeten-Liste des Reichsministeriums für Volksaufklärung und Propaganda.
Nach dem Krieg spielte er wiederum zumeist Männer in Führungspositionen wie den Sir Arthur in der Fernsehserie Raumpatrouille. Auch im Medium Hörspiel war er zu Hause, wie beispielsweise 1949 in Paul Temple und die Affäre Gregory und  1954 in Paul Temple und der Fall Jonathan (Regie: Eduard Hermann) nach Francis Durbridge mit René Deltgen in der Titelrolle und Annemarie Cordes als dessen Ehefrau Steve. Ebenfalls 1954 wirkte Schafheitlin in dem als Straßenfeger bezeichneten Kinderhörspiel Meisterdetektiv Kalle Blomquist nach dem Roman von Astrid Lindgren als Onkel Einar mit. In der Moderation zur Sendung wird sein Name fälschlich mit Schafheitlein angegeben, was von vielen Medien unreflektiert übernommen wurde. In dem Hörspiel wirkte auch die junge Eva Pflug mit, die 1966 wie Schafheitlin in der Fernsehserie Raumpatrouille mitwirkte. 1959 stand er in Gestatten, mein Name ist Cox – Mord auf Gepäckschein 3311 von Rolf und Alexandra Becker mit Erwin Linder als Paul Cox wieder auf der Besetzungsliste. 1966 war er ein drittes Mal in einem Paul-Temple-Hörspiel zu hören, nämlich  in der SR-Produktion Paul Temple und der Fall Genf unter der Regie von Wilm ten Haaf.
Als Synchronsprecher lieh er u. a. Ralph Truman (Piratenliebe) seine Stimme. Beerdigt ist er anonym auf dem Münchner Waldfriedhof, Neuer Teil, Gräberfeld 421.

## Filmografie (Auswahl)
- 1927: Die Frauengasse von Algier
- 1928: Heut’ tanzt Mariett
- 1929: Die wunderbare Lüge der Nina Petrowna
- 1930: Geld auf der Straße
- 1932: Der Hexer
- 1934: Frasquita
- 1935: … nur ein Komödiant
- 1935: Die ewige Maske
- 1935: Eva
- 1935: Der Himmel auf Erden
- 1936: August der Starke
- 1937: IA in Oberbayern
- 1937: Ball im Metropol
- 1939: Das unsterbliche Herz
- 1939: Das Lied der Wüste
- 1939: Der singende Tor
- 1939: La casa lontana (italienische Fassung von Der singende Tor)
- 1940: Bismarck
- 1940: Kora Terry
- 1940/42: Der große König
- 1941: Ohm Krüger
- 1941: Friedemann Bach
- 1941: Ich klage an
- 1941: Mein Leben für Irland
- 1941: Ein Windstoß
- 1941: Menschen im Sturm
- 1942: Rembrandt
- 1942: Andreas Schlüter
- 1942/44: Philharmoniker
- 1943: Liebesgeschichten
- 1943: Münchhausen
- 1943: Paracelsus
- 1943: Titanic
- 1943: Herr Sanders lebt gefährlich
- 1943/45: Kolberg
- 1944: Opfergang
- 1944: Die Affäre Roedern
- 1944: Ich hab’ von dir geträumt
- 1944/48: Frech und verliebt
- 1944/49: Wie sagen wir es unseren Kindern?
- 1947: In jenen Tagen
- 1949: Die letzte Nacht
- 1949: Verführte Hände
- 1949: Hafenmelodie
- 1949: Krach im Hinterhaus
- 1950: Dreizehn unter einem Hut
- 1950: Der Fall Rabanser
- 1950: Des Lebens Überfluß
- 1950: Melodie des Schicksals
- 1950: Eine Nacht im Séparée
- 1950: Schatten der Nacht
- 1950: Export in Blond
- 1951: Dr. Holl
- 1951: Professor Nachtfalter
- 1951: Unsterbliche Geliebte
- 1951: Die Schuld des Dr. Homma
- 1951: Die Csardasfürstin
- 1951: Hanna Amon
- 1951: Heidelberger Romanze
- 1951: Die Dame in Schwarz
- 1952: Die große Versuchung
- 1953: Heimlich, still und leise
- 1954: Sanatorium total verrückt
- 1954: Heideschulmeister Uwe Karsten
- 1954: Geständnis unter vier Augen
- 1955: Gruß und Kuß vom Tegernsee
- 1955: Ingrid – Die Geschichte eines Fotomodells
- 1955: Musik, Musik und nur Musik
- 1955: Der Pfarrer von Kirchfeld
- 1956: Solange noch die Rosen blühn
- 1956: Mein Bruder Josua
- 1957: Es wird alles wieder gut
- 1958: Nachtschwester Ingeborg
- 1958: Der Mann, der seinen Namen änderte
- 1958: Schmutziger Engel
- 1958: Grabenplatz 17
- 1958: Vater, Mutter und neun Kinder
- 1959: Die schöne Lügnerin
- 1959: Und ewig singen die Wälder
- 1959: Der Fall Pinedust
- 1960: Das Erbe von Björndal
- 1961: Die Sendung der Lysistrata
- 1961: Die toten Augen von London
- 1964: Die fünfte Kolonne – Schattenspiel
- 1964: Das Gespenst von Canterville
- 1965: Der Nachtkurier meldet – Gefahr in der Lebkuchenbüchse
- 1966: Raumpatrouille
- 1966: Zehn Prozent
- 1967: Aktien und Lorbeer
- 1968: Der Kaufmann von Venedig als Doge
- 1968: Das Kriminalmuseum – Das Goldstück
- 1969: Der Kommissar – Der Tod fährt 1. Klasse
- 1973: Die Zwillinge vom Immenhof
- 1974: Frühling auf Immenhof
- 1974: Zwei im siebenten Himmel
- 1975: Beschlossen und verkündet – Schüsse im Morgengrauen
- 1977: Polizeiinspektion 1 – Verfolgungswahn
- 1978: Der Alte – Marholms Erben
- 1980: Café Wernicke (Fernsehserie, mehrere Folgen)
- 2003: Raumpatrouille Orion – Rücksturz ins Kino (Archivmaterial)

## Auszeichnungen
- 1970: Filmband in Gold für langjähriges und hervorragendes Wirken im deutschen Film